# Che'Nelle
Cheryline Lim dite Che'Nelle, née le 10 mars 1983 à Kota Kinabalu, est une chanteuse australo-malaisienne. Elle chante en anglais et en japonais.

## Biographie

### Jeunesse et débuts
Che'Nelle naît le 10 mars 1983, à Kota Kinabalu, d'un père sino-malaisien et d'une mère indo-néerlandaise. Lorsqu'elle a 10 ans, sa famille migre en Australie et s'installe à Perth. Adolescente, elle poursuit ses études dans un lycée catholique, puis elle intègre l'académie de musique de l'université Edith-Cowan (WAAPA). Publiant ses chansons sur sa page MySpace, elle est découverte par le producteur americain DJ Sir Charles Dixon qui lui permet de signer un contrat avec Virgin Records. En mars 2006, elle assure les premières parties de la tournée australienne de Kanye West. En août 2007, elle sort son premier single commercial: I Fell In Love With the DJ. Le single ne rencontre pas de succès aux États-Unis, mais trouve son public au Japon.

## Vie privée
En mai 2013, elle épouse le chorégraphe G. Madison IV.